# Parydra ochropus
Parydra ochropus är en tvåvingeart som först beskrevs av Thomson 1869.  Parydra ochropus ingår i släktet Parydra och familjen vattenflugor.
Artens utbredningsområde är Uruguay. Inga underarter finns listade i Catalogue of Life.